# Nossob
Der Nossob (khoekhoegowab ǂnuse ǃab ) ist ein Rivier in der Kalahari, im Südosten Namibias, im Südwesten Botswanas und im Nordwesten Südafrikas. Er erstreckt sich über eine Länge von 740 Kilometer und führte zuletzt 1989 Wasser.

## Verlauf
Der Nossob entspringt als Weißer Nossob (meist Weisser Nossob; afrikaans Wit Nossob; englisch White Nossob) unweit östlich der namibischen Hauptstadt Windhoek (22° 29′ 13,4″ S, 17° 12′ 26,4″ O). Nördlich von Leonardville fließt er mit dem Schwarzen Nossob (afrikaans Swart Nossob) (23° 7′ 15″ S, 18° 42′ 2,3″ O) zusammen, der östlich von Okahandja entspringt (22° 0′ 52,8″ S, 17° 28′ 55,2″ O).
Der Weiße Nossob wird bei Otjivero im Otjivero-Hauptdamm und im Otjivero-Nebendamm gestaut.
Am ehemaligen Grenzübergang „Unions End“ verlässt der Nossob Namibia und bildet die Grenze zwischen Botswana und Südafrika im Kgalagadi-Transfrontier-Nationalpark.
Etwa 50 Kilometer südlich von Twee Rivieren mündet der Nossob in den Molopo (26° 54′ 13,7″ S, 20° 41′ 15″ O), der wiederum im Oranje mündet.

## Einzugsgebiet
Der Nossob ist neben dem Fischfluss einer der bedeutendsten Flüsse der Region, da er Wasser aus dem zentralen Hochland mit verhältnismäßig höheren Niederschlägen in den trockeneren Süden transportiert. Er entwässert mit gut 109.000 km² knapp ein Drittel des Einzugsgebiets des Molopo.
Auffällig ist der ausgeprägte Nordwest-Südost Verlauf des Nossob und seines südlichen Nebenflusses Auob mit dem dazwischenliegenden Olifants, einem Nebenfluss des Auob.
Das Einzugsgebiet liegt zum größten Teil in Namibia; es teilt sich wie folgt auf:
| Staaten   | Einzugsgebiet in km² | Anteil am Einzugsgebiet in % |
| --------- | -------------------- | ---------------------------- |
| Südafrika | 10.293               | 9,4                          |
| Namibia   | 81.529               | 74,6                         |
| Botswana  | 17.426               | 16,0                         |
| Gesamt    | 109.248              | 100                          |

## Galerie

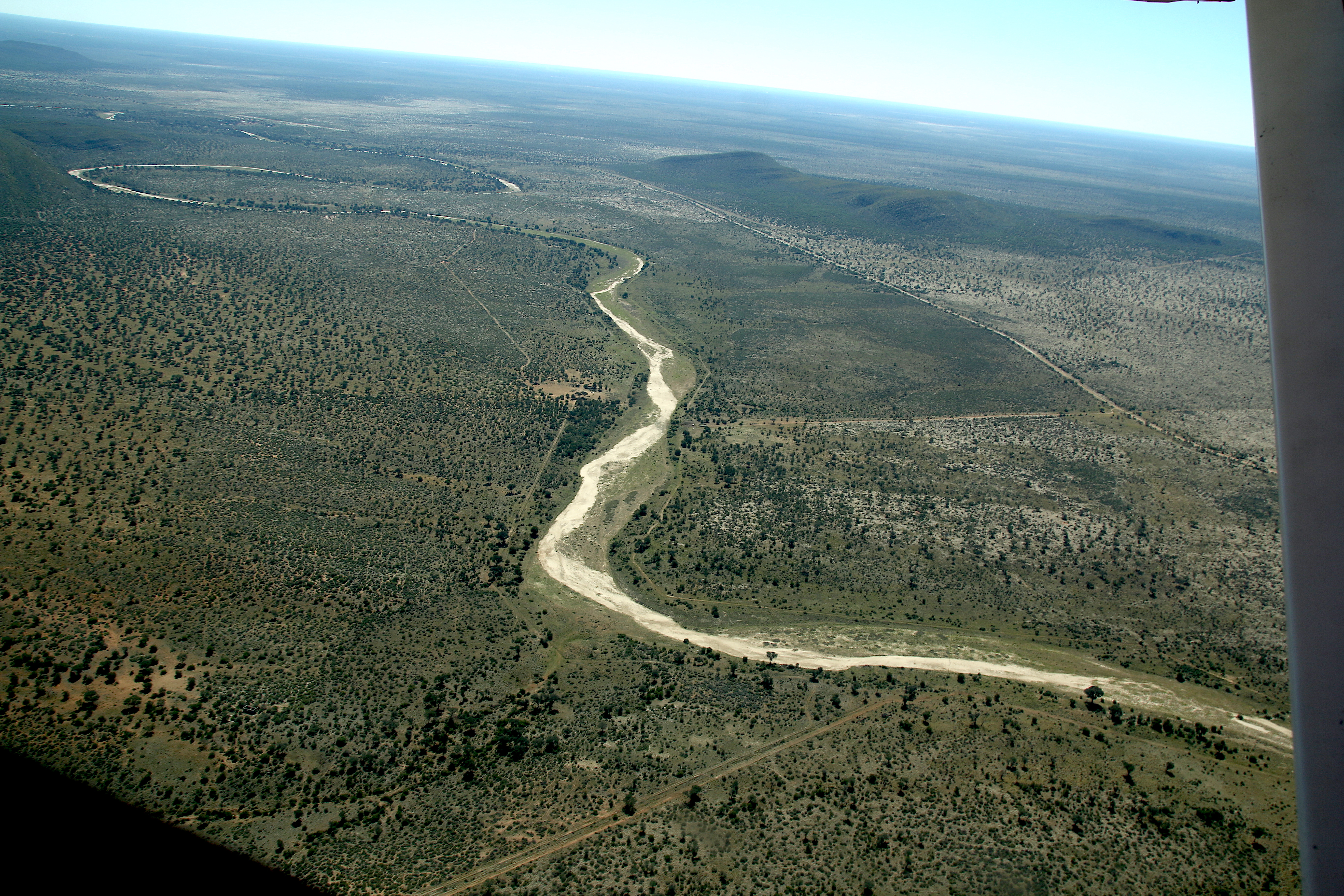
Weißer Nossob 17 km östlich von Omitara (2018)
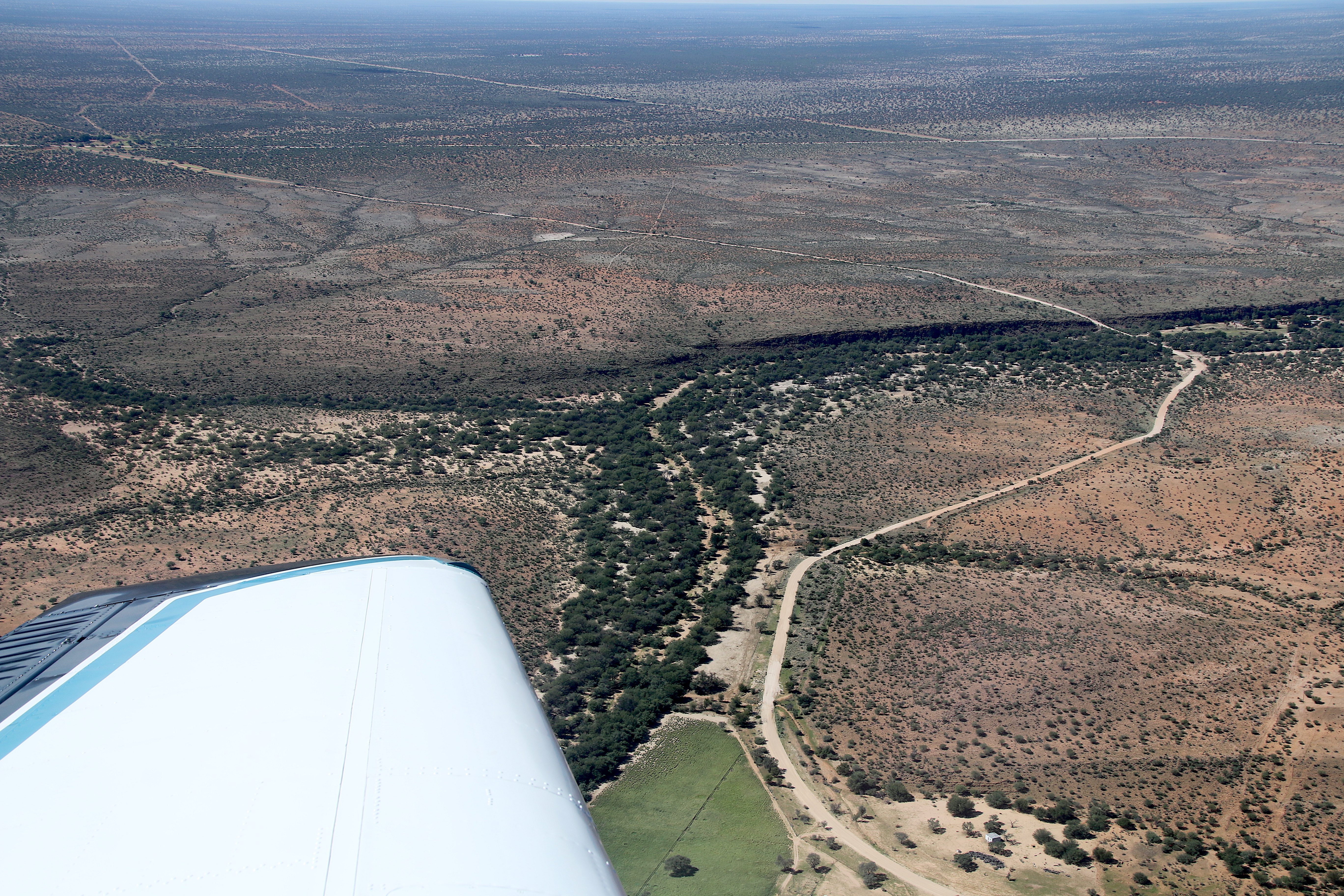
Zusammenfluss Weißer und Schwarzer Nossob (2018)
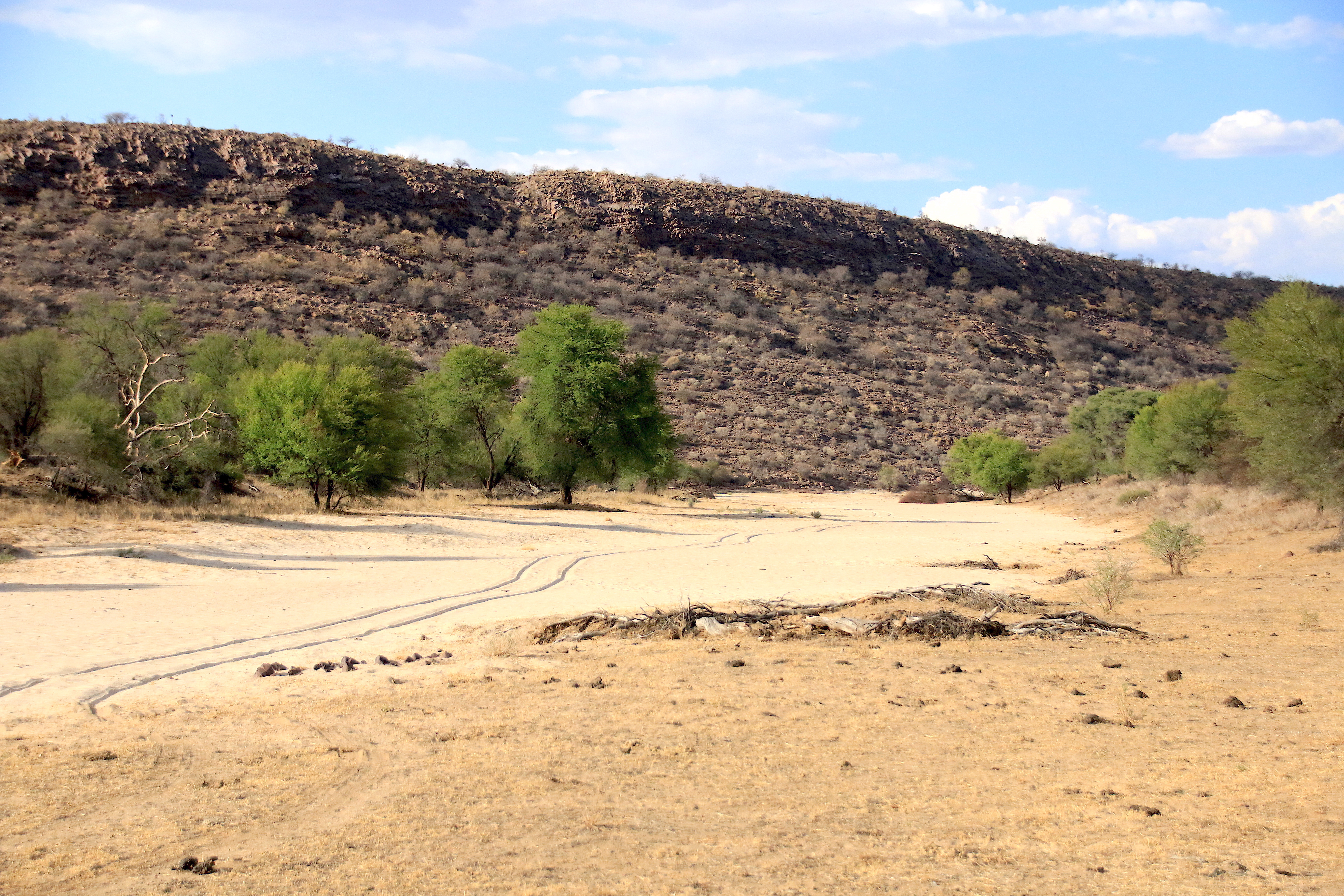
Weißer Nossob (2018) Westlich von Witvlei